# Kobîlne, Rozivka
Kobîlne (în ucraineană Кобильне) este un sat în comuna Solodkovodne din raionul Rozivka, regiunea Zaporijjea, Ucraina.

## Demografie
Componența lingvistică a localității Kobîlne
     Ucraineană (85,53%)
     Rusă (14,47%)
Conform recensământului din 2001, majoritatea populației localității Kobîlne era vorbitoare de ucraineană (85,53%), existând în minoritate și vorbitori de rusă (14,47%).